# Sjömanstornet
Sjömanstornet, även Sjöfartsmonumentet, är ett 44 meter högt torn vid Sjöfartsmuseet Akvariet i Göteborg, invigt samtidigt som museet, 1933. Det restes till minne av svenska sjömän som omkom under första världskriget. På tornets topp finns Ivar Johnssons fem meter höga bronsskulptur Kvinna vid havet, populärt kallad Sjömanshustrun. Statyns topp, inklusive skulpturen, står 62 meter över havet.   Sjömanstornet är utformat som en kolonn och byggt i gult tegel.

## Historik

### Bakgrund och konstruktion
Själva tornbyggnaden ritades av arkitekt Karl M. Bengtson (han ritade även angränsande Sjöfartsmuseet) och uppfördes av Ingeniörs- och byggnadsfirman Karl Alberts. Tornet är runt och likt en grekisk kolonn med en svag utbuktningen, entasis, på ungefär en tredjedel av sin höjd för att därefter åter smalna av. Tornet står på en 12-kantig cirka fem meter hög granitklädd betongsockel. Själva tornet är byggt av gult handslaget tegel och avslutas med en toppterrass med handsmitt bröstvärn av smidesjärn och en kopparbeklädd lanternin. Tornkroppen är 34 meter hög och hela tornet, inklusive terrass och lanternin, är 44 meter högt. Inuti tornet finns en trappa med 192 trappsteg och en hiss. Tornet kallas ibland felaktigt kampanilen, men en kampanil är ett klocktorn.
På tornets topp finns Ivar Johnssons fem meter höga bronsskulptur Kvinna vid havet, populärt kallad Sjömanshustrun. Denna skulptur blev försenad på grund av en strejk och sattes på plats först i april 1934. Statyns topp, inklusive skulpturen, står 62 meter över havet. 
Sjömanstornet bekostades av Nationalfonden för sjökrigets offer. På tornets sockel finns namnen på de 690 svenska sjömän som omkom och 98 fartyg som förliste under första världskriget. Namnen är inhuggna på elva granittavlor, vilka sitter på tornets sockel. Namnen på de omkomna står under de fartyg de arbetade på. Fartygen står i kronologisk ordning efter de datum då de förolyckades.
På tornets sockel finns också följande inskriptioner:
Åt minnet av de svenska sjöman
vilka offrade livet
under utövande av sin gärning
de farofyllda åren 1914-1925
Ett tacksamt folk.
Detta åt havet arbetare helgade monument uppfördes av Nationalfonden för sjökrigets offer och invigdes av konung Gustaf V den 14 juli 1933.

### Invigningen
Sjömanstornet stod färdigt i april 1933 och invigdes sen den 14 juli samma år, samtidigt som Sjöfartsmuseet Akvariet. Invigningen radiosändes och bland deltagarna fanns både anhöriga till de omkomna sjömännen och dignitärer. Invigingstalet hölls av landshövding Oscar von Sydow som officiellt överlämnade minnesvården till Göteborgs stad. Han sa bland annat:
Med livet som insats trotsade sjöfolket krigets faror; modigt fullföljande sin gärning lyckades de hålla våra tillförselvägar över havet öppna...
Nästa talare var ordförande i Göteborgs stadsfullmäktige Malte Jacobsson, som mottog gåvan å staden Göteborgs vägnar. Detta tal följdes av den officiella invigningen av monumentet, förrättad av Gustav V, och kransnedläggning. Invigningen avslutades med att en manskör sjöng psalmen Vår Gud är oss en väldig borg.

### Nyare historik
Sjömanstornet har renoverats flera gånger och återöppnade efter sin senaste renovering år 2015. Sedan 1991 ägs Sjömanstornet av Higab som i sin tur hyr ut det. Under en period på 2000-talet hyrde Aquatoriet tornet. Under sommaren 2017 hyrs tornet av Sjöfartsmuseet Akvariet.

## Bildgalleri

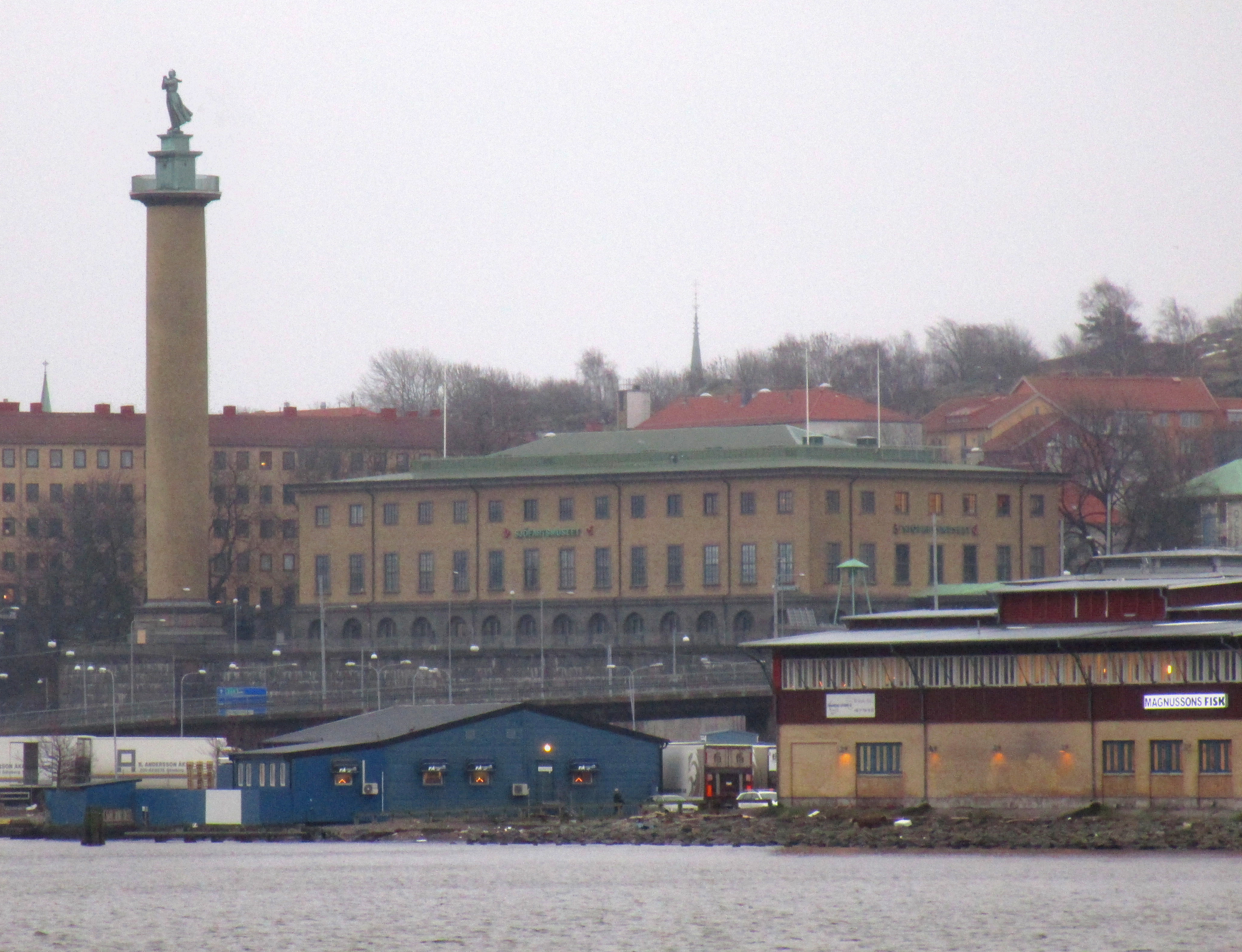
Vy av torn och museum från älven.
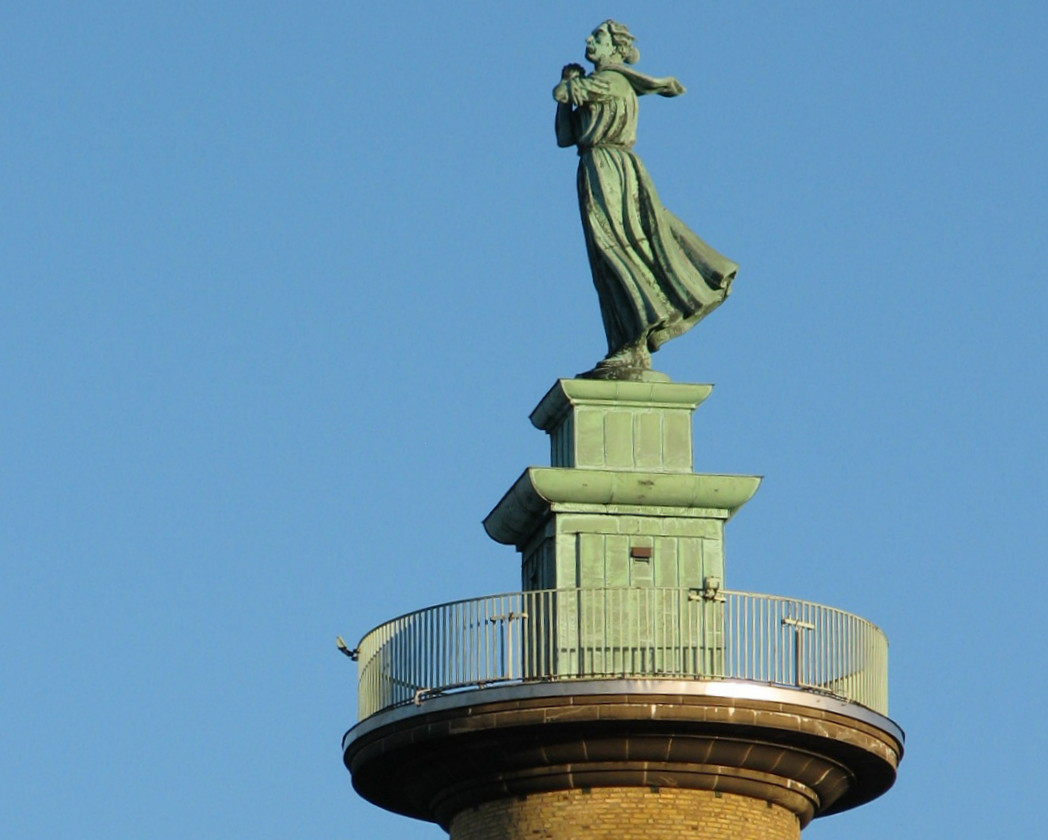
"Sjömanshustrun" spanar ut över vattnet.
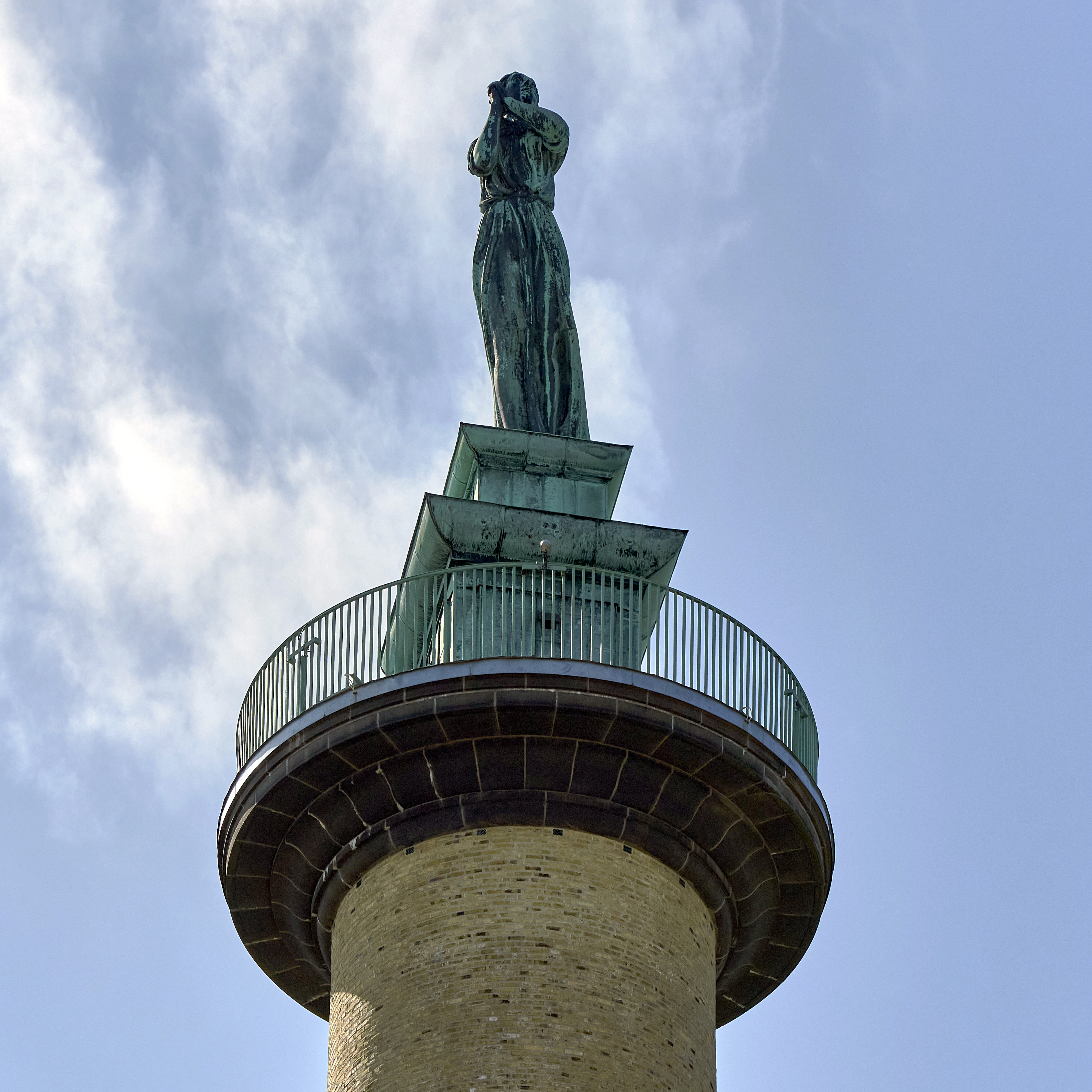
Vy från Erik Johannesson Gångbro.
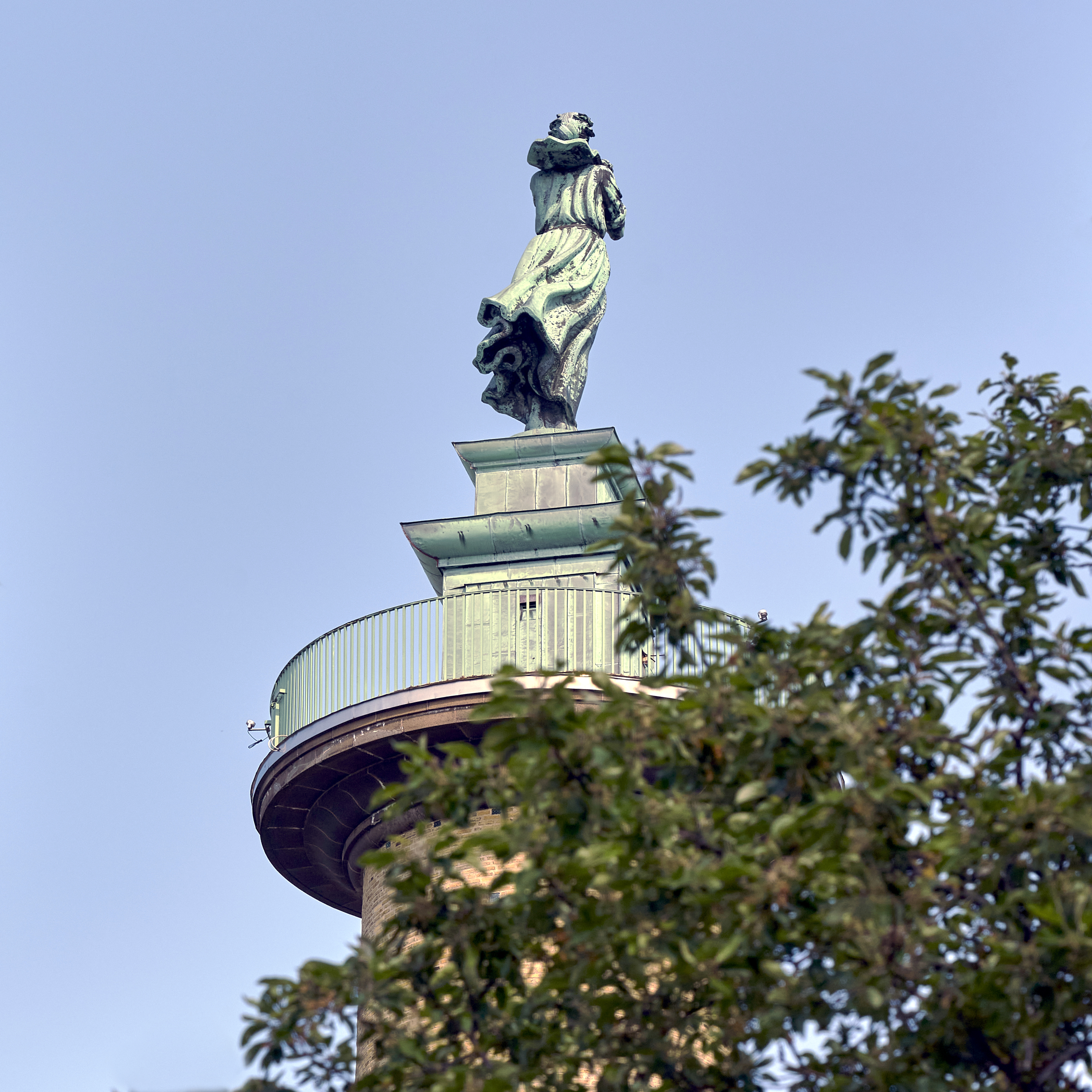
Vy från Stigbergstorget.
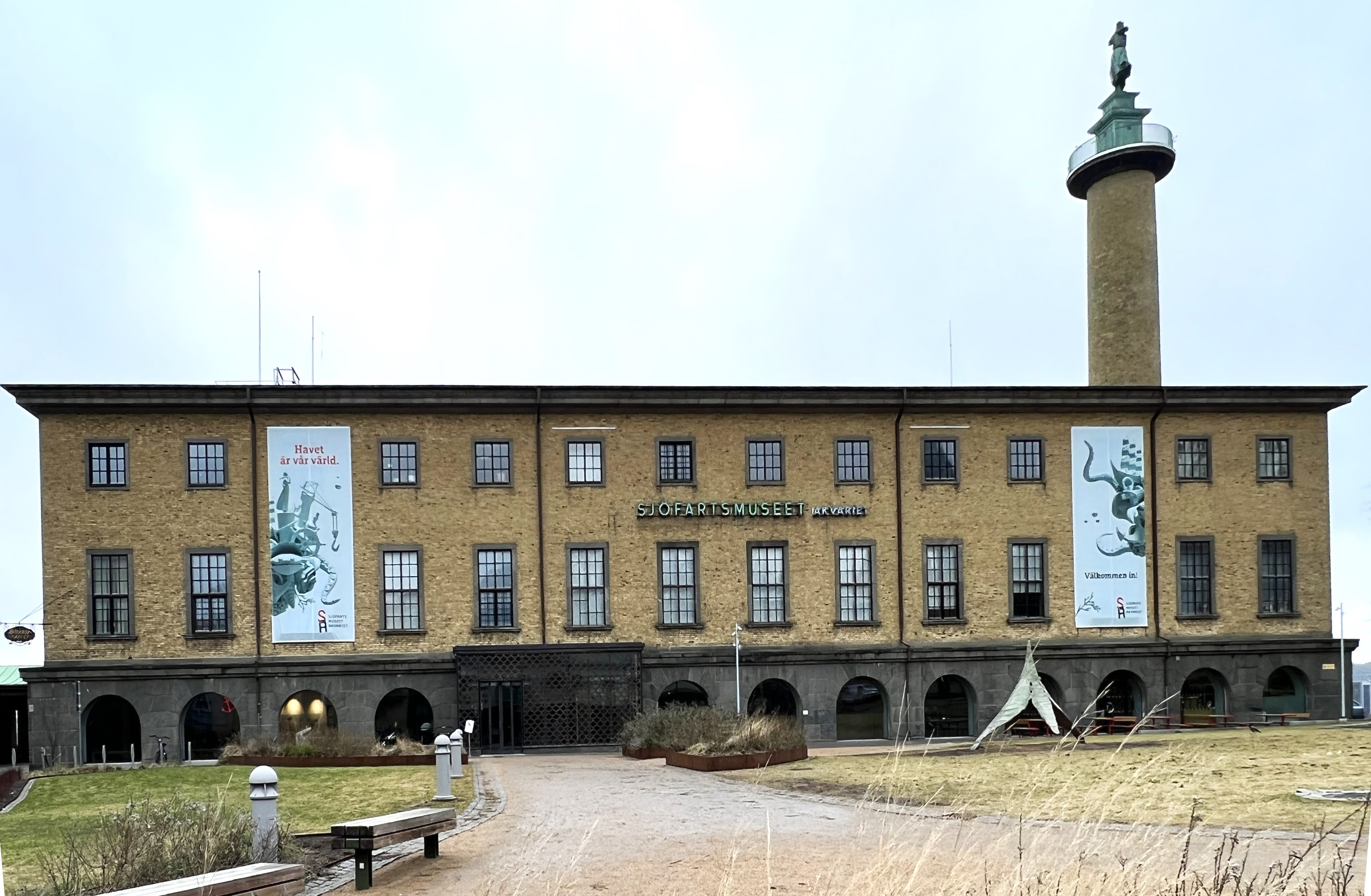
Sjöfartsmuseet Akvariet och tornet, från Gamla varvsparken vid Karl Johansgatan.